# Platte Lindenberg
Platte Lindenberg is een natuurgebied in de Belgische gemeente Dilsen-Stokkem. Het gebied is 82 ha groot en is in beheer bij Limburgs Landschap. Platte Lindenberg ligt direct ten westen van de kern van Dilsen en maakt onderdeel uit van het Nationaal Park Hoge Kempen.

## Gebied
Het gebied ligt deels beneden en deels boven de steilrand die van noord naar zuid verloopt en het Kempens Plateau scheidt van het Maasdal.
In het begin van de 20e eeuw hebben in dit gebied kleinschalige zand- en grindafgravingen plaatsgevonden. Deze groeven zijn al tientallen jaren buiten gebruik, maar ze hebben voor extra reliëf in het landschap gezorgd.

## Flora en fauna
Voor de productie van mijnhout werd in dit gebied vooral grove den aangeplant. Er zijn echter ook oudere bossen met zomereik en wintereik.
Op open plekken in het natuurgebied groeien planten zoals struikhei, pijpenstrootje en valse salie. Het pijpenstrootje is een habitat voor de heidesabelsprinkhaan.